# Brad McCrimmon
Brad McCrimmon (ur. 29 marca 1959 w Dodsland, Saskatchewan, zm. 7 września 2011 w Jarosławiu) – kanadyjski hokeista, trener hokejowy.

## Kariera zawodnicza

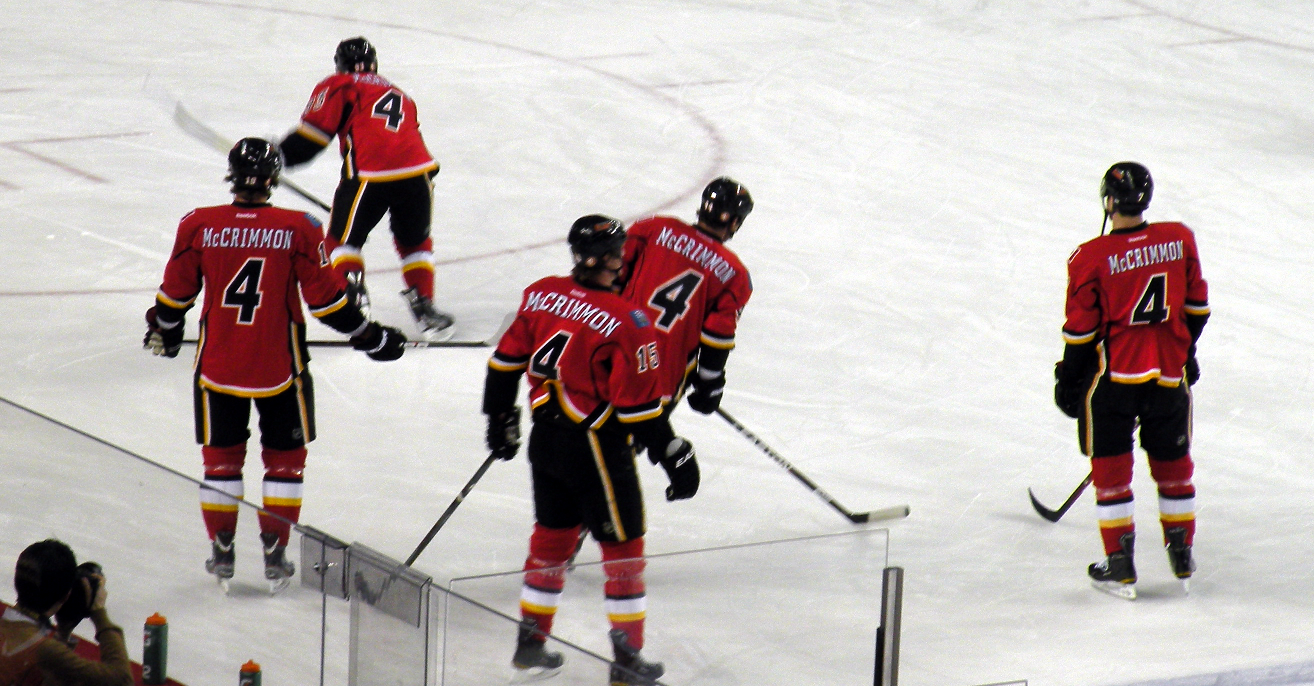
Zawodnicy Calgary Flames w jednakowych koszulkach z nr 4 i nazwiskiem McCrimmon podczas meczu w hołdzie Bradowi McCrimmonowi przeciwko Detroit Red Wings

- Prince Albert Raiders (1974–1976)
- Brandon Wheat Kings (1976–1979)
- Boston Bruins (1979–1982)
- Philadelphia Flyers (1982–1987)
- Calgary Flames (1987–1990)
- Detroit Red Wings (1990–1993)
- Hartford Whalers (1993–1997)
- Phoenix Coyotes (1996–1997)

Spędził 18 sezonów w lidze NHL.

## Kariera trenerska
- New York Islanders (1997–1998), asystent trenera
- Saskatoon Blades (1998−2000), I trener
- Calgary Flames (2000−2003), asystent trenera
- Atlanta Thrashers (2003-2008), asystent trenera
- Detroit Red Wings (2008–2011), asystent trenera
- Łokomotiw Jarosław (2011), I trener[1]

W 2011 roku został trenerem Łokomitiwu Jarosław. (jego asystentami zostali mianowani Aleksandr Karpowcew i Igor Korolow). Zginął 7 września 2011 w katastrofie samolotu pasażerskiego Jak-42D w pobliżu Jarosławia. Wraz z drużyną leciał do Mińska na inauguracyjny mecz ligi KHL sezonu 2011/12 z Dynama Mińsk.
Został pochowany w Detroit.

## Sukcesy
Reprezentacyjne
- Brązowy medal mistrzostw świata juniorów do lat 20: 1978

Klubowe
- President’s Cup: 1979 z Brandon Wheat Kings
- Puchar Stanleya: 1989 z Calgary Flames

Indywidualne
- Bill Hunter Memorial Trophy: 1978
- NHL All-Star Game: 1988
- NHL Plus/Minus Award: 1978

Szkoleniowe
- Brązowy medal Mistrzostw świata juniorów do lat 18: 2003 z Kanadą (asystent trenera)